# المعهد العالي للفنون والحرف بقفصة
المعهد العالي للفنون والحرف بقفصة هي إحدى المؤسسات العليا التابعة لجامعة قفصة بالجنوب الغربي التونسي. وقد بعثت بمقتضى الأمر عدد 1971 المؤرخ في 14 جويلية 2005.
وقد بلغ عدد طلبته خلال العام الدراسي 2007-2008 ما مجموعه 521 من بينهم 362 طالبة.

## وصلة خارجية
- موقع المعهد العالي للفنون والحرف بقفصة.